# Gorniki Vivodinski
Gorniki Vivodinski is een plaats in de gemeente Ozalj in de Kroatische provincie Karlovac. De plaats telt 47 inwoners (2001).